# Pardoes Promenade

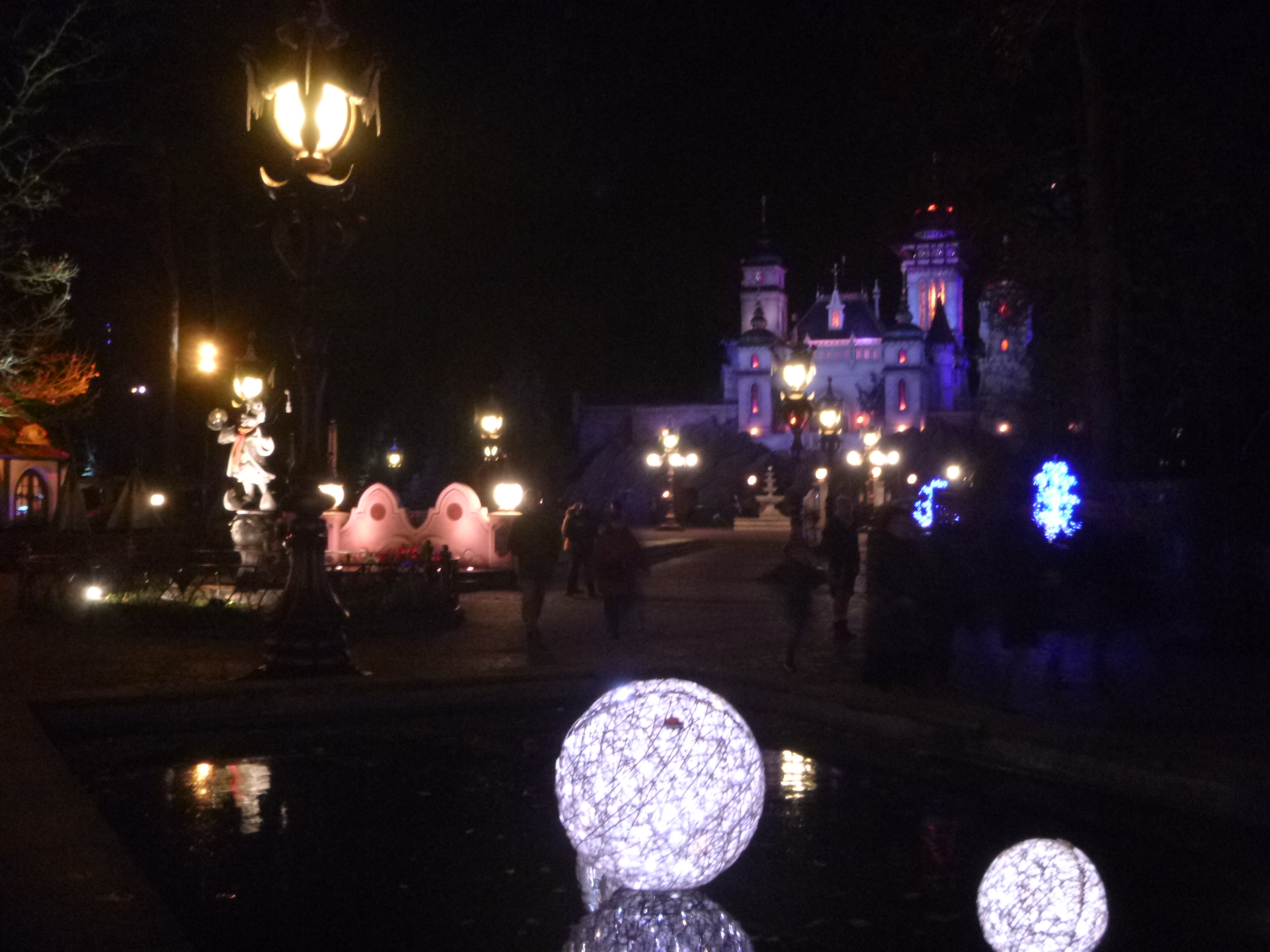
Pardoes Promenade tijdens Winter Efteling.

De Pardoes Promenade is een uitgestrekt wandelpad met plein in het attractiepark de Efteling.

## Geschiedenis
Door het toenemende aantal bezoekers sinds de jaren tachtig werd het originele oude plein te klein. Het nieuwe pad werd in 1990 aangelegd naar een idee van de toenmalige Efteling-directeur Paul Beck. Het werd ontworpen door de landschapsarchitect Mariëlle Kok van Grontmij in samenspraak met Henny Knoet en Chris van Grinsven. De Pardoes Promenade werd in 2000 officieel geopend.

## Ontwerp
Het plein heeft een vlindervormige plattegrond. Het eerste deel van het pad bestaat uit een groot plein met aan weerszijden bloemperken, het laatste stuk bestaat uit een vijver met daarin fonteinen. In 2002 werd de promenade uitgebreid en aangepast. Ook werd het oude bord met de wachttijden van de attracties vervangen door een nieuw exemplaar.

## Muziek
Op een aantal plekken in de bosjes staan speakers verborgen, die voor een muzikale sfeer zorgen in het park. Voor de muziek werd aanvankelijk componist Ruud Bos aangezocht. De door hem gemaakte muziekdemo werd echter afgekeurd omdat deze bombastisch zou zijn. Bombast paste wel bij de eveneens door hem gecomponeerde muziek voor Villa Volta en Vogel Rok, maar niet bij de specifieke rustige wandelomgeving van de promenade. Hierna werd in 2000 de huiscomponist van de Efteling, René Merkelbach, gevraagd voor het componeren van geschikte muziek. Zijn muziek werd wel geaccepteerd omdat deze rustiger van toon was en meer paste bij een promenade en plein. In 2005 werd de muziek echter vervangen door een compositie van Maarten Hartveldt. Na de nieuwbouw van Polles Keuken in 2012 werd de oorspronkelijke muziek van Merkelbach weer gebruikt.
Lijst van attracties in de Efteling · Lijst van sprookjes in de Efteling · Afbeeldingen